# TV Jovem Pan News
TV Jovem Pan News (também nomeada apenas como Jovem Pan News) é um canal de televisão brasileiro sediado na cidade de São Paulo capital do estado brasileiro homônimo. Pertencente ao Grupo Jovem Pan, estreou em 27 de outubro de 2021 e possui programação jornalística durante as 24 horas do dia, sendo a sua maior parte baseada na rede de rádio jornalística homônima.

## História

### Antecedentes
Em setembro de 1991, o Grupo Jovem Pan estreou a TV Jovem Pan, no canal 16 UHF na cidade de São Paulo. O projeto durou quatro anos e foi encerrado após divergências quanto a gestão da emissora (que era uma sociedade do grupo com os empresários Hamilton Lucas de Oliveira e João Carlos Di Genio), como também por questões fiscais e financeiras. Antes do encerramento, a Jovem Pan já havia saído da sociedade, sendo que a concessão foi para o Grupo Objetivo (que pertence à família Di Genio), enquanto os estúdios localizados no bairro da Barra Funda foram vendidos para a Record.

### Novo projeto
Em 15 de abril de 2021, o então CEO do Grupo Jovem Pan, Tutinha, anunciou planos para a criação de um novo canal de televisão, chamado de 24: News Jovem Pan, que levaria o conteúdo multiplataforma produzido pela rádio para a televisão, tendo 16 horas de produções próprias, e mais 8 horas de programas retransmitidos da rádio. O empresário afirmou ainda que o canal estaria disponível via satélite para antenas parabólicas, e estava também negociando a entrada em pacotes de televisão por assinatura, a partir de maio daquele ano.
O assunto voltou a ganhar força novamente, quando a Spring Comunicação encerrou a programação inédita do canal aberto Loading em 27 de maio, e começou a negociar parcerias com outros interessados em manter a emissora, dentre eles o Grupo Jovem Pan. Em 6 de julho, sites especializados deram a informação de que as negociações estavam prestes a serem concluídas, enquanto Tutinha anunciou que a programação da nova TV Jovem Pan poderia estrear em agosto ou setembro de 2021. No entanto, as concessões do canal 32 UHF de São Paulo enfrentavam um problema por conta da venda ilegal das concessões do Grupo Abril ao Grupo Spring em 2013. A emissora só se manteve no ar por um pedido de revisão de condenação cedido pela justiça. Em 20 de agosto, o TRF-3 decide pela cassação das concessões pertencentes à Spring Comunicação, adiando os planos de relançamento da Jovem Pan, previstos para setembro.
Após o revés, o Grupo Jovem Pan voltou a negociar a inclusão do canal com os provedores de TV por assinatura, além de abrir sua transmissão via satélite em banda C, para usuários de antenas parabólicas. Em 12 de outubro, o grupo anunciou o lançamento do canal para o dia 27 do mesmo mês, tendo em sua programação a retransmissão de atrações produzidas pelas rádios Jovem Pan News e Jovem Pan FM, além de atrações exclusivas para a televisão.

#### Alinhamento ideológico
Em novembro de 2021, a empresa iniciou a busca por comentaristas com diferentes orientações políticas, possivelmente buscando diversificar suas opiniões e minimizar percepções de viés político em sua programação. Além disso, a empresa também manteve em seu quadro de funcionários personalidades que mantinham alinhamento com o governo Bolsonaro, como os jornalistas Alexandre Garcia e Caio Coppolla, bem como o ex-ministro do Meio Ambiente, Ricardo Salles. Salles deixou o canal em 3 de junho de 2022 para concorrer a uma vaga como deputado federal pela Câmara de São Paulo nas eleições de 2022, retornando posteriormente à emissora em outubro do mesmo ano após vencer as eleições.

## Polêmicas

### Demissão voluntária de comentarista
Em 4 de novembro de 2021, um dos integrantes do programa Pânico, André Marinho, pediu demissão. Dias antes, durante uma entrevista ao vivo via internet com o presidente Bolsonaro, Marinho perguntou ao entrevistado sobre o caso da rachadinha e depois fez uma brincadeira, se referindo ao caso Queiroz, em que estaria envolvido o senador Flávio Bolsonaro, filho do entrevistado. André é filho do empresário Paulo Marinho, ex-bolsonarista e primeiro suplente de Flávio no Senado. Irritado, Bolsonaro rebateu, afirmando que o pai de André estaria interessado na cadeira de Flávio no Senado. A base de comentaristas bolsonaristas ficou também irritada com André, o chamando ainda ao vivo, de "vagabundo", "mauricinho" e "safado". Bolsonaro encerrou a participação no programa, levantando-se e saindo da tela. Sobre a demissão de Marinho, o jornalista Maurício Stycer questionou a "liberdade de expressão" e a "pluralidade" que a emissora afirma ter. E ao Jornal O Globo o humorista declarou que a saída não tem nada a ver com o fato e que gostaria de "buscar novos ares" e que foi "uma decisão de carreira" e Emílio Surita disse que as portas da emissora continuam aberta para André Marinho.

### Atitudes antissemitas

#### José Carlos Bernardi
No dia 16 de novembro de 2021, o jornalista José Carlos Bernardi sugeriu que "a morte de judeus poderia fomentar a retomada econômica do Brasil". O comentário antissemita foi proferido durante o Jornal da Manhã em um debate com a jornalista Amanda Klein. Ambos comentavam sobre a participação do ex-presidente Luiz Inácio Lula da Silva  em um evento no Parlamento Europeu. Em seguida, os comentaristas iniciaram uma discussão sobre as atitudes dos políticos internacionais e Bernardi declarou:
Quem dera o Brasil chegar aos pés do desenvolvimento alemão. É só assaltar todos os judeus que a gente consegue chegar lá. Se a gente matar um monte de judeus e se apropriar do poder econômico deles, o Brasil enriquece. Foi o que aconteceu com a Alemanha após a guerra.
Após o comentário ter uma repercussão negativa, Bernardi pediu desculpas:
Fui mal-entendido. Não foi minha intenção ofender a ninguém, a nenhuma comunidade, é só ver o contexto do raciocínio. Mas, de qualquer forma, não quero que sobrem dúvidas sobre o meu respeito ao povo judeu e que, reitero, tudo não passa de um mal-entendido.
Posteriormente, o Ministério Público do Estado de São Paulo instaurou uma investigação preliminar do jornalista. Por suas declarações, Bernardi foi exonerado pelo deputado estadual Campos Machado, de quem era assessor de gabinete na Assembleia Legislativa de São Paulo
(Alesp).

#### Adrilles Jorge
Ao fim do programa Opinião do dia 8 de fevereiro (que na pauta, tratava sobre o caso envolvendo o Flow Podcast), o comentarista Adrilles Jorge fez um gesto semelhante ao Sieg Heil, considerado uma saudação nazista. Embora Adrilles tenha negado a intenção, reiterando que seu gesto fora meramente um aceno de despedida, ele foi demitido da emissora. No entanto, Adrilles permaneceu recebendo salário da emissora e, 43 dias depois da demissão, voltou a ocupar o posto de comentarista no programa Jovem Pan Morning Show. Depois de três meses, em junho de 2022, pediu demissão para concorrer ao cargo de deputado federal pelo PTB nas eleições de 2022.

### Alegação de censura
No dia 17 de outubro de 2022, por 4 votos a 3, o Tribunal Superior Eleitoral (TSE) decidiu acatar o pedido da campanha presidencial do então candidato Lula pelo Partido dos Trabalhadores (PT), para que as campanhas de seus adversários retirassem do ar peças publicitárias que tinham com temas “Lula mais votado em presídios” e “Lula defende o crime”. O TSE também proibiu os comentaristas do grupo Jovem Pan de se referirem a essas peças publicitárias e à condenação e prisão de Lula em 2018, no âmbito da Operação Lava Jato, como havia ocorrido entre os dias 29 e 31 de agosto nos programas Morning Show e Os Pingos nos Is. Além da proibição de citar tais conteúdos, considerados pelo TSE como difamatórios contra o candidato, o descumprimento das medidas seria punido com multa de R$25 mil por dia e concessão de direito de resposta ao longo de sua programação. Em protesto contra a decisão, no dia 19 a emissora lançou um editorial classificando a ação como censura, recebendo apoio de movimentos como a ABERT, ABRATEL e a ANJ, além de outros veículos de comunicação e de parte dos telespectadores. O canal ironizou a decisão exibindo matérias com conteúdo sobre receitas de bolo, com os próprios comentaristas e convidados lendo as receitas de preparo ao vivo. A ironia foi uma alusão a jornais brasileiros que utilizavam essa estratégia para burlar a censura durante a ditadura militar (1964-1985), em plena vigência do Ato Institucional n.º 5. Também chegou a exibir a tarja "CENSURADA" sobre o logotipo do canal, em toda a sua grade e também nas redes sociais. Por conta da censura imposta, foram afastados alguns comentaristas dos respectivos programas até o final da eleição. Em 31 de outubro, dia seguinte ao segundo turno do pleito, vários deles tiveram os contratos rescindidos. Foram demitidos os jornalistas Augusto Nunes, Caio Coppola, Carla Cecato, Cristina Graeml, Guilherme Fiuza, Guga Noblat e Maicon Mendes. O grupo contratou novos comentaristas, como o ex-diretor do Estadão, Fernão Lara Mesquita, jornalista de direita, que passou a integrar a bancada de Os Pingos nos Is, juntamente com Ana Paula Henkel (que chegou a retornar após ter sido afastada, mas optou por deixar a emissora em 7 de novembro), José Maria Trindade e Paulo Figueiredo.[carece de fontes?]

### Acusação de terrorismo
No dia 9 de janeiro de 2023, o Ministério Público Federal (MPF) abriu um inquérito contra a emissora, sob acusação de disseminação de notícias falsas (a qual a mesma já havia sido condenada durante o segundo turno da eleição presidencial, por proferir matérias caluniosas contra o então candidato Lula (PT) e também por incitar os atos antidemocráticos, com os comentaristas da emissora declarando apoio às manifestações golpistas no Brasil após as eleições de 2022 e nas invasões na Praça dos Três Poderes. Entre os envolvidos na ação estão: Alexandre Garcia, Fernando Capez e Paulo Figueiredo, por minimizarem os atentados do dia anterior (8 de janeiro) em Brasília, durante a cobertura ao vivo do canal. Além disso, foram citados os episódios do dia 14 de novembro de 2022, quando Rodrigo Constantino questionou os resultados das eleições e citou uma suposta manobra do Supremo Tribunal Federal (STF) para eleger Lula, em 21 de dezembro quando Zoe Martinez defendeu que militares destituíssem os ministros do STF e no dia posterior (22 de dezembro), quando Paulo Figueiredo declarou apoio a uma possível guerra civil. No mesmo dia da abertura da ação pelo MPF, Tutinha anunciou a renúncia ao cargo de presidente do Grupo Jovem Pan, em meio às acusações de terrorismo vindo das emissoras coirmãs, sendo substituído por Roberto Araújo.
Em 10 de janeiro, a emissora comunica o afastamento de Paulo Figueiredo, Rodrigo Constantino e Zoe Martinez por tempo indeterminado, após os próprios serem citados na ação movida pelo MPF. No dia 15, a emissora confirma a recisão do contrato com os três comentaristas, além de demitir também Marco Antônio Costa, Fernão Lara Mesquita e Coronel Gerson Gomes.